# Zvolenská Slatina
Zvolenská Slatina – wieś (obec) na Słowacji położona w kraju bańskobystrzyckim, w powiecie Zwoleń. Pierwsze wzmianki o miejscowości pochodzą z 1332 roku.
Według danych z dnia 31 grudnia 2012 roku, wieś zamieszkiwało 2819 osób, w tym 1476 kobiet i 1343 mężczyzn.
W 2001 roku rozkład populacji względem narodowości i przynależności etnicznej wyglądał następująco:
- Słowacy – 95,45%
- Czesi – 0,47%
- Polacy – 0,08%
- Romowie – 3,19%
- Rusini – 0,04%
- Węgrzy – 0,12%

Ze względu na wyznawaną religię struktura mieszkańców kształtowała się w 2001 roku następująco:
- Katolicy rzymscy – 48,4%
- Grekokatolicy – 0,19%
- Ewangelicy – 35,68%
- Ateiści – 12,22%
- Przedstawiciele innych wyznań – 0,12%
- Nie podano – 2,88%